# Girolamo Ascanio Giustinian
Girolamo Ascanio Giustinian (Venezia, 4 luglio 1721 – Venezia, 14 gennaio 1791) è stato un politico e diplomatico italiano.

## Biografia
Giustinian nacque a Venezia il 4 luglio 1721, figlio dell'omonimo padre e di Andriana Barbarigo. Cresciuto in un ambiente intellettualmente vivace, ricevette un'istruzione ricca di stimoli. Iniziò la sua carriera politica come podestà a Chioggia nel 1747, e nel 1748 sposò la ricchissima Caterina Pisani “Dal Banco”. Successivamente ricoprì vari ruoli, tra cui savio di Terraferma e capitano di Verona.
Nel 1754 venne eletto ambasciatore in Spagna, rimanendo a Madrid fino al 1759, e in seguito divenne ambasciatore presso la Santa Sede. Rifiutò l'incarico di storiografo pubblico della Repubblica di Venezia nel 1766. Giustinian partì per Costantinopoli come bailo nel 1767 e tornò nel 1771, per poi essere eletto provveditore sopra Monasteri.
Tra il 1774 e il 1790, ricoprì diverse volte il ruolo di Savio del Consiglio e altre importanti magistrature. Morì a Venezia il 14 gennaio 1791, lasciando in eredità i suoi circa 4000 libri alla Biblioteca Marciana.

## Opere
- Girolamo Ascanio Giustinian, Pensieri di un cittadino sul fiume Brenta, Padova, Stamperia Penada, 1786.